# Apicia
Apicia är ett släkte av fjärilar. Apicia ingår i familjen mätare.

## Dottertaxa tillApicia, i alfabetisk ordning[1]
- Apicia aberrans
- Apicia acrotomiata
- Apicia aepaliusaria
- Apicia agathoaria
- Apicia allutiusaria
- Apicia alphuisaria
- Apicia alteraria
- Apicia anadis
- Apicia arbuaria
- Apicia arnetaria
- Apicia asanderaria
- Apicia ascolia
- Apicia asopia
- Apicia asteria
- Apicia atia
- Apicia atilla
- Apicia aurana
- Apicia aurelia
- Apicia basifusata
- Apicia bogotata
- Apicia bonita
- Apicia böttgeri
- Apicia calcaria
- Apicia cantaria
- Apicia carcearia
- Apicia catenulata
- Apicia cayennaria
- Apicia cinerea
- Apicia citrina
- Apicia claridiscata
- Apicia cognata
- Apicia colorifera
- Apicia commota
- Apicia concomitaria
- Apicia crameraria
- Apicia demoleon
- Apicia deoia
- Apicia distycharia
- Apicia effascinaria
- Apicia eldanaria
- Apicia endoglauca
- Apicia entochyna
- Apicia entychon
- Apicia exacaria
- Apicia fasciata
- Apicia flexilis
- Apicia fractilineata
- Apicia fundaria
- Apicia fusilinea
- Apicia geminimacula
- Apicia geniculata
- Apicia graceiaria
- Apicia grandaria
- Apicia holmiaria
- Apicia humerata
- Apicia hypenariata
- Apicia ianthinus
- Apicia impexaria
- Apicia inaequaria
- Apicia incopularia
- Apicia inficitaria
- Apicia irregulata
- Apicia ischyrizoaria
- Apicia jaspidaria
- Apicia juncturaria
- Apicia lacteata
- Apicia laevipennis
- Apicia lepida
- Apicia leprosa
- Apicia lintearia
- Apicia lutzi
- Apicia mediosignata
- Apicia medusa
- Apicia megania
- Apicia megasa
- Apicia melenda
- Apicia mera
- Apicia mesada
- Apicia mesenterica
- Apicia micca
- Apicia minoa
- Apicia minucia
- Apicia molusaria
- Apicia mynes
- Apicia nemora
- Apicia notata
- Apicia oberthuri
- Apicia obtusa
- Apicia olivata
- Apicia orsima
- Apicia packardiaria
- Apicia perspersata
- Apicia phibalaria
- Apicia porrigaria
- Apicia praeustaria
- Apicia prostypata
- Apicia pypopyrata
- Apicia quartaria
- Apicia remorta
- Apicia rhumata
- Apicia spinetaria
- Apicia straminea
- Apicia strigularia
- Apicia subcineraria
- Apicia subflavaria
- Apicia subsinuosa
- Apicia terraria
- Apicia thasusaria
- Apicia tibiaria
- Apicia trifilaria
- Apicia umbrilineata
- Apicia valdiviana
- Apicia walkeria
- Apicia venosaria
- Apicia venusta
- Apicia vibicaria
- Apicia volvanica
- Apicia yssone